# وزارة العدل (اليمن)
وزارة العدل اليمنية تهدف وزارة العدل إلى تنظيم وتطوير هيئات القضاء والأجهزة المعاونة لها، كما تهدف إلى تعزيز دور القضاء بما يكفل أداء رسالته في إقامة العدل بين الناس وحماية حقوقهم، وتوفير كل الخدمات والتجهيزات الفنية والمالية والإدارية لجميع أجهزة القضاء ومراقبة سير العمل فيها بما يحقق سلامة تطبيق القوانين وإرساء العدل بين الناس، وتمارس الوزارة نشاطها وتضع الخطط والبرامج اللازمة لإنجاز المهام المناطة بها استناداً إلى الدستور والقوانين النافذة وخطط التنمية الاقتصادية والاجتماعية وبرامج الإصلاح القضائي.

## الوزير
الوزير الحالي هو بدر عبده أحمد العارضه منذ 18 ديسمبر 2020م.

## وزراء سابقون
الوزراء السابقون للوزارة 
| م  | اسم الوزير              | الحكومة                    | تاريخ التعيين   |
| -- | ----------------------- | -------------------------- | --------------- |
| 1  | عبد الواسع أحمد سلام    | حكومة العطاس               | 24 مايو 1990م   |
| 2  | عبد الله أحمد غانم      | حكومة العطاس الثانية       | 30 مايو 1993م   |
| 2  | عبد الله أحمد غانم      | حكومة العطار               | 10 مايو 1994    |
| 3  | عبد الوهاب لطف الديلمي  | حكومة عبد العزيز عبد الغني | 6 أكتوبر 1994م  |
| 4  | إسماعيل أحمد الوزير     | حكومة فرج بن غانم          | 15 مايو 1997م   |
| 4  | إسماعيل أحمد الوزير     | حكومة الإرياني             | 30 أبريل 1998   |
| 5  | أحمد عبد الله علي عقبات | حكومة باجمال 2001          | 4 أبريل 2001م   |
| 6  | عدنان عمر الجفري        | حكومة باجمال 2003          | 17 مايو 2003م   |
| 7  | غازي شائف الأغبري       | حكومة باجمال 2003          | 11 فبراير 2006م |
| 7  | غازي شائف الأغبري       | حكومة علي مجور             | 31 مارس 2007    |
| 8  | مرشد علي العرشاني       | حكومة باسندوة              | 27 نوفمبر 2011م |
| 9  | خالد باجنيد             | حكومة بحاح                 | 7 نوفمبر 2014م  |
|    | لا يوجد                 | حكومة بحاح المؤقتة         | 12 أبريل 2015   |
| 10 | جمال محمد عمر           | حكومة بن دغر               | 27 أبريل 2017م  |
| 10 | جمال محمد عمر           | حكومة معين الصبري          | 15 أكتوبر 2018  |
| 11 | علي هيثم علي عبد الله   | حكومة معين الصبري          | 27 نوفمبر 2018م |

## المهام والإختصاصات
تتولى على وجه الخصوص المهام التالية:
1. الإشراف على هيئات القضاء والأجهزة المعاونة لها على الوجه المبين بقانون السلطة القضائية والقوانين واللوائح النافذة.
2. إعداد مشروعات القوانين واللوائح التي تسير عليها الوزارة والهيئات القضائية والأجهزة المعاونة لها.
3. اقتراح وإعداد مشاريع القوانين واللوائح اللازمة لضبط وتحسين إجراءات التقاضي وتحقيق العدالة بين المواطنين.
4. اقتراح إنشاء المحاكم والنيابات المتخصصة وفقاً للقانون.
5. إنشاء وتجهيز دور القضاء والنيابات وصيانتها وتأثيثها ومدها بالمستلزمات المطلوبة.
6. العمل على رفع مستوى الأداء الوظيفي لهيئات القضاء والنيابة العامة والأجهزة المعاونة لها بما يكفل حسن سير العمل بها وسرعة إنجاز الفصل في القضايا ومتابعة تنفيذها وتحقيق العدالة بين الناس.
7. توفير الكوادر البشرية من القضاة والكتاب والموظفين اللازمة للقيام بالأعمال القضائية بالمحاكم والهيئات القضائية الأخرى والأجهزة المعاونة لها.
8. تطوير العمل القضائي وتأهيل القضاة وأعضاء النيابة العامة في المعاهد العليا المتخصصة في الداخل والخارج والعمل على تطوير المعهد العالي للقضاء ودعمه لأداء مهامه التأهيلية.
9. تنظيم وإجراء التفتيش على أعمال المحاكم وقضاتها وإعداد الحركات القضائية الخاصة بترقية القضاة وأعضاء النيابة وتنقلاتهم وندبهم طبقاً لقانون السلطة القضائية، ومتابعة تنفيذ قرارات مجلس القضاء الأعلى المتعلقة بهذا الشأن.
10. وضع وتطبيق نظام حديث لنظم المعلومات وجمع وتوثيق المعلومات والبيانات والإحصائيات والوثائق القضائية المتعلقة بالوزارة والهيئات القضائية والأجهزة المعاونة لها والاستفادة منها في إجراء الدراسات والبحوث ووضع الخطط والبرامج لتحسين العمل وتنظيمه.
11. الإشراف والتفتيش الدوري والمفاجئ على جميع الأعمال المالية والإدارية في الوزارة والمحاكم والنيابة العامة والأجهزة المعاونة لها للتأكد من التزامها بالقوانين واللوائح النافذة.
12. الإشراف على جميع أعمال التوثيق والتسجيل العقاري وتنظيم مهنة الأمناء ووضع الخطط والبرامج الكفيلة بتطوير هذه الأعمال ورفع مستوى أدائها بما يضمن ضبط التصرفات الشرعية والقانونية ويصون وثائقها ويحفظ حقوق المواطنين وفقاً للقوانين النافذة.
13. الإشراف على مهنة الطب الشرعي وأعمال الخبرة أمام الهيئات القضائية وإعداد التشريعات المنظمة لها ووضع الخطط والبرامج الكفيلة بتطويرها ورفع مستوى أدائها بما يضمن خدمة العدالة.
14. إعداد مشروع الموازنة السنوية للسلطة القضائية والأجهزة والهيئات التابعة للوزارة وتبويبها وعرضها على مجلس القضاء الأعلى لمناقشتها وإقرارها واتخاذ الإجراءات اللازمة لاعتمادها وتنفيذها وإعداد الحساب الختامي حسب القواعد المالية المتبعة.
15. تنظيم العلاقة بين الهيئات القضائية وأجهزة الضبط القضائي والسلطات العامة لتحقيق العدالة في إطار القوانين واللوائح النافذة.
16. العمل على نشر التوعية القضائية والقانونية بما يكفل توعية المواطنين وتصحيح المفاهيم لديهم في سلوك الطرق الصحيحة أمام الجهات القضائية.
17. العمل على ترسيخ أسس سليمة للعلاقة بين القضاء والمحاماة بما يكفل توحيد الجهود لتحقيق العدالة.
18. تطوير وتنمية علاقات التعاون القضائي والقانوني والفني بين الوزارة والهيئات المعنية بشئون العدل والقضاء في الدول الشقيقة والصديقة، وإعداد مشاريع الاتفاقيات الإقليمية والدولية في المسائل القضائية والمشاركة في المفاوضات التي تجري بشأنها ومتابعة تنفيذ اتفاقيات التعاون القضائي والقانوني الموقع عليها، وتمثيل الجمهورية في المؤتمرات والاجتماعات والندوات الإقليمية والدولية ذات الصلة بشئون العدل والقضاء.
19. أية مهام أخرى تقتضيها طبيعة نشاط الوزارة أو تنص عليها القوانين والقرارات النافذة.